# Резак для ананасов
Резак для ананасов — устройство для нарезки ананасов, доступное в различных исполнениях и из различных материалов. Преимущество заключается в том, что оно быстрое и простое в использовании, а ломтики или кусочки ананаса нарезаются аккуратно и ровно.

## Функциональность
Сначала, независимо от модели резака, у целого плода ананаса обычным ножом срезается верхушка.
В то время как в более простых моделях ананас нужно разделить ножом, и устройство помогает удалить плодоножку и мякоть, в более сложных устройствах нужно вворачивать резак сверху в открытый фрукт, как штопор. Мякоть отделяется как от кожуры, так и от твёрдой сердцевины вертикальными трубками. В некоторых устройствах плод нарезается на длинную спираль спиралевидным горизонтальным ножом (это означает, что нельзя получить замкнутые кольца), при этом мякоть удаляется от плодоножки и кожуры плода. Затем мякоть, отделенную от оболочки и сердцевины, необходимо нарезать на правильные ломтики с помощью обычного ножа.
При использовании штопора сердцевина плода попадает между ножом и ручкой ножа для ананасов (см. второе фото справа), необходимо снять вращающуюся ручку ножа, чтобы вытолкнуть сердцевину вверх.

## Критика
Из-за неправильной формы ананаса большее количество мякоти прилипает к остаётся на кожуре в широкой части плода, а остатки кожуры можно обнаружить в мякоти в области его верхушек. В принципе, резак для ананасов можно использовать только для ананасов стандартного размера, так как более мелкие плоды будут распадаться, а более крупные будут производить больше отходов. Если резать ананас обычным кухонным ножом, то можно справиться с неровностями каждого фрукта в отдельности.Также говорят, что витамины и ферменты в ананасе в основном находятся в сердцевине; вот почему иногда рекомендуется есть богатую клетчаткой сердцевину фрукта, если это возможно.

## Фотографии нарезки ананасов спиральным ножом

Резак для ананасов
... с вырезанной фруктовой спиралью
Остаток ананаса с сердцевиной и кожурой
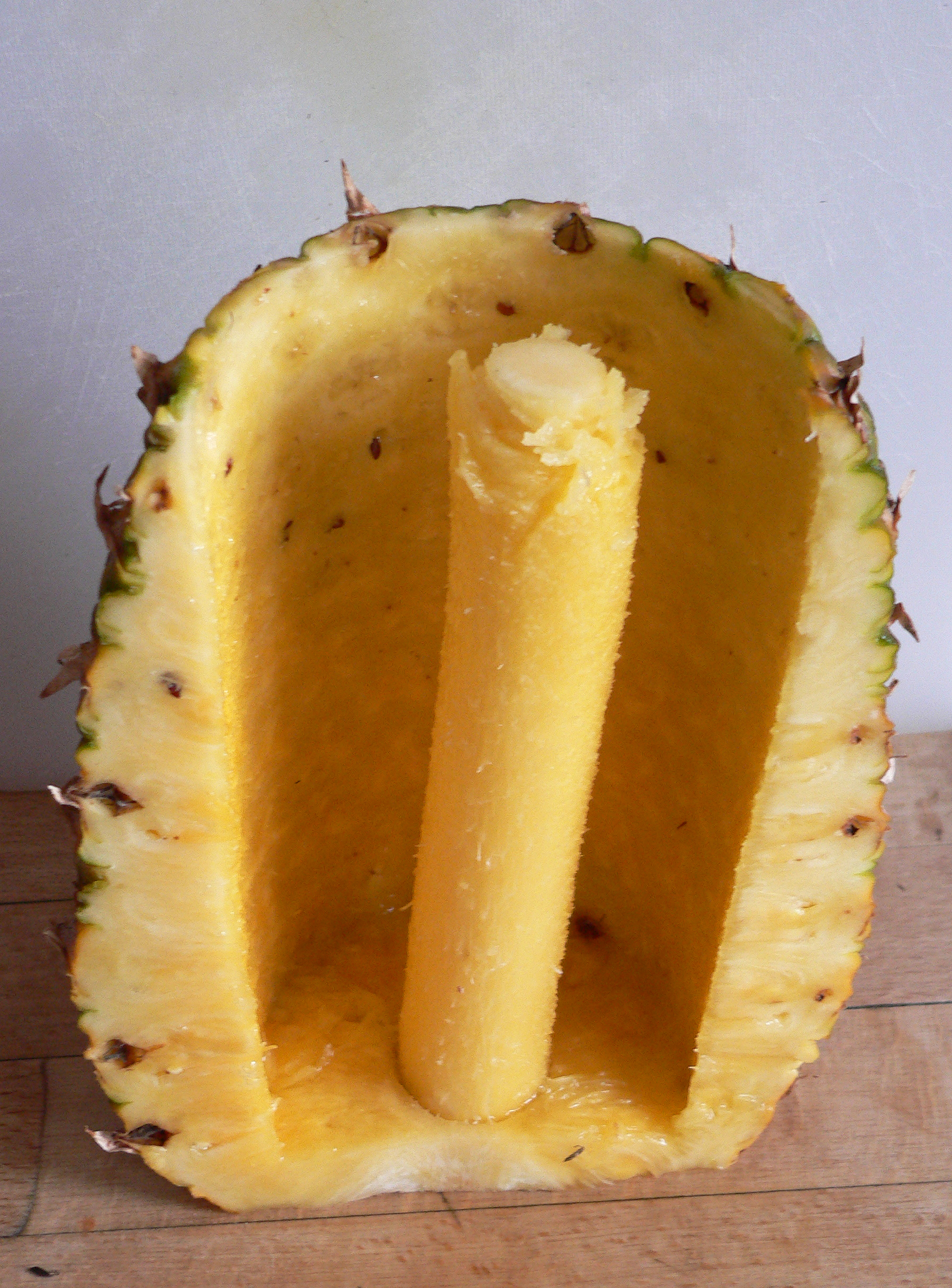
... в разрезе